# Guyvalvoria
Guyvalvoria Vayssière, 1906 è un genere di molluschi nudibranchi appartenente alla famiglia Eubranchidae.

## Tassonomia
Il genere comprende le seguenti specie:
- Guyvalvoria francaisi Vayssière, 1906
- Guyvalvoria gruzovi Martynov, 2006
- Guyvalvoria paradoxa (Eliot, 1907)
- Guyvalvoria savinkini Martynov, 2006